# Charlotte Kool
Pour les articles homonymes, voir Kool.
Charlotte Kool, née le 6 mai 1999 à Blaricum, est une coureuse cycliste néerlandaise. Elle court pour la formation Fenix-Deceuninck depuis août 2025. Elle remporte notamment les deux premières étapes du Tour de France Femmes 2024.

## Biographie
En 2020, Charlotte Kool finit deuxième de Grote Prijs Euromat derrière la numéro un mondiale 2019 Lorena Wiebes. L'année d'après, elle remporte la 4e édition du GP d'Isbergues en France dans le Nord-Pas-de-Calais ainsi que la deuxième étape de Baloise Ladies Tour aux Pays-Bas. 
En 2022 elle s'illustre par deux fois alors même qu'elle est la poisson pilote de Lorena Wiebes. 

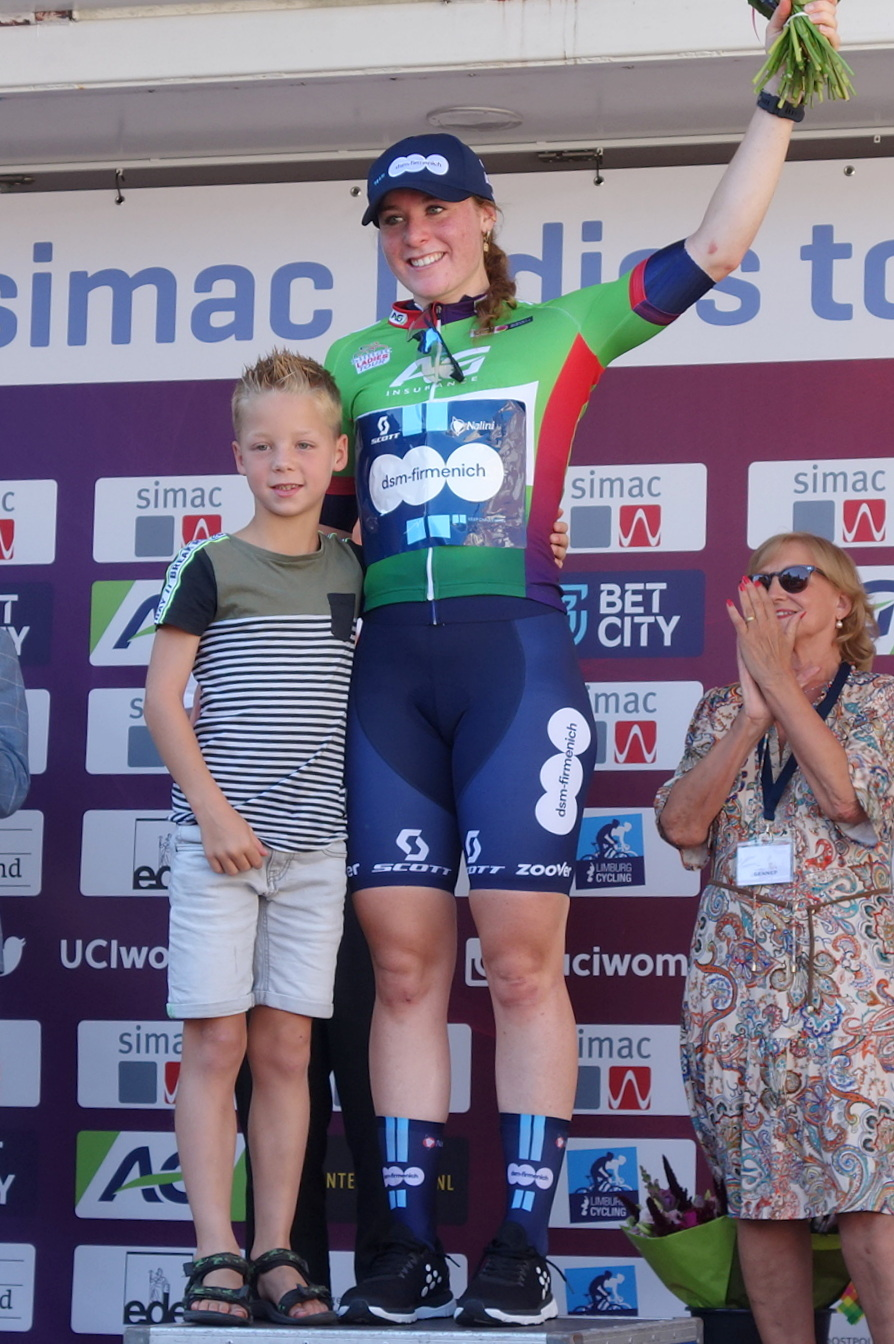
Charlotte Kool sur le podium du Simac Ladies Tour

En 2023, elle remporte deux étapes sur le Tour des Émirats arabes unis 2023. Elle remporte la 2e étape du Tour d'Espagne.
À la RideLondon-Classique, Charlotte Kool gagne la première étape au sprint. Elle est prise dans la chute à deux kilomètres de l'arrivée le lendemain, mais conserve la tête du classement général grâce à la règle des trois kilomètres. Elle s'impose dans la dernière étape et remporte ainsi l'épreuve ainsi que son classement par points. Elle fait carton plein au Baloise Ladies Tour. Elle gagne le prologue et les trois premières étapes. Elle est ensuite troisième du sprint de la première étape du Tour de France. Au Simac Ladies Tour, Charlotte Kool gagne le prologue. Elle est ensuite troisième du sprint de la première étape. Charlotte Kool lève les bras sur la troisième étape.

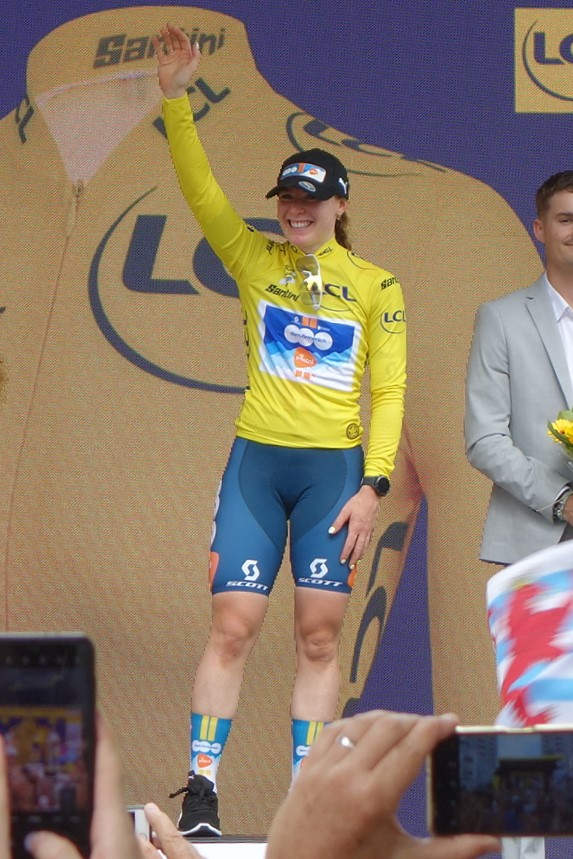
Charlotte Kool au Tour de France

À la Classic Bruges-La Panne, elle est devancée au sprint par Elisa Balsamo. Elle est ensuite quatrième du sprint de Gand-Wevelgem. Au Grand Prix de l'Escaut, Charlotte Kool prend la deuxième place derrière Lorena Wiebes.
À la RideLondon-Classique, sur la première étape Pfeiffer Georgi lance le sprint pour Charlotte Kool, mais celle-ci doit prendre la tête dès les 300 m et se fait remonter. Elle est cinquième. Le lendemain et le sur-lendemain, elle est deuxième derrière Lorena Wiebes. Elle termine à deuxième place du classement général.
Au Tour de France, Charlotte Kool lance le sprint de la première étape et s'impose. Le lendemain, au sprint, Lorena Wiebes est parfaitement emmenée par Barbara Guarischi, mais Charlotte Kool la remonte et s'impose.

## Palmarès

### Palmarès par année
- 2012
  - 2e de Nieuwegein (12 jours) cadettes
- 2016
  - 2e du championnat des Pays-Bas sur route juniors
- 2018
  - 1re étape de Roden
  - Noordeloos
  - 2e étape de la Finale du championnat des clubs néerlandais
  - 2e de Weebosch
  - 2e de la finale du championnat des clubs néerlandais
- 2019
  - 2e de MerXem Classic
- 2020
  - 2e de Grote Prijs Euromat
- 2021
  - Grand Prix d'Isbergues
  - 2e étape de Baloise Ladies Tour
  - 2e du Grand Prix du Morbihan
  - 2e du Drentse 8 van Westerveld
- 2022
  - Grand Prix Eco-Struct
  - 3e étape du Simac Ladies Tour
- 2023
  - 1re et 4e étapes du Tour des Émirats arabes unis
  - 2e étape de La Vuelta Femenina
  - Omloop der Kempen Ladies
  - Prologue, 1re, 2e et 3e étapes du Baloise Ladies Tour
  - RideLondon-Classique : 
    - Classement général
    - 1re et 3e étapes

  - Prologue et 3e étape du Simac Ladies Tour
  - 2e du Grand Prix de l'Escaut
  - 3e de Dwars door de Westhoek
- 2024
  - 2e étape du Baloise Ladies Tour
  - 1re et 2e étapes du Tour de France
  - 2e de la Classic Bruges-La Panne
  - 2e du Grand Prix de l'Escaut
  - 2e de la RideLondon-Classique
  - 4e de Gand-Wevelgem
  - 10e du Tour de Drenthe
- 2025
  - 1re étape du Baloise Ladies Tour
  - 2e du Grand Prix de l'Escaut
  - 2e du championnat des Pays-Bas sur route
  - 3e de Gand-Wevelgem
  - 4e du Copenhagen Sprint

### Résultats sur les grands tours

#### Tour d'Italie
1 participation :
- 2022 : 104e

#### Tour de France
4 participations :
- 2022 : abandon (4e étape)
- 2023 : hors délais (7e étape)
- 2024 : abandon (7e étape), vainqueure des 1re et 2e étapes,  maillot jaune pendant deux jours
- 2025 : non-partante (2e étape)

#### Tour d'Espagne
2 participations :
- 2023 : abandon (4e étape) et vainqueure de la 2e étape
- 2024 : 91e